# 烏克蘭正教會
烏克蘭正教會（烏克蘭語：Православна церква України，縮寫為，縮寫為），是東正教自主教會之一。也是烏克蘭的兩個東正教教會之一，另外一個正教會是于2022年独立的原莫斯科宗主教圣统烏克蘭正教會。最高領袖為「基輔及全烏克蘭都主教」，現任都主教是伊皮法紐斯。

## 歷史

### 早期
起初將斯拉夫語的正教會帶到俄羅斯地區的是基輔及諾夫哥羅德的弗拉基米尔大公。他的國都基輔也成了早期俄羅斯地區的基督宗教的中心地帶，「基輔及全羅斯的都主教」成為羅斯地區教會的領袖並從屬於君士坦丁宗主教的聖統。1448年俄羅斯的主教們未經當時君士坦丁堡普世牧首同意，任命主教約拿（俄语：Иона）為「梁贊主教」及「基輔都主教」，這一事件被認為是莫斯科公國教會分裂的開始。

### 授予自主權
2018年12月，乌克兰各正教会選出伊皮法紐斯為「基辅及全乌克兰都主教」，与会的有来自基辅圣统乌克兰正教会、莫斯科圣统乌克兰正教会以及烏克蘭自主正教會的代表。2019年1月6日，普世牧首巴尔多禄茂颁布教令授予该教会自主权。

## 腳註
1. ↑  根据 OCU 的主教们的说法，如果地方教會表达了使用乌克兰语以外的语言服务的愿望，例如教会斯拉夫语等，那么在都主教的同意下，这些地方可以被授予这项权利
2. ↑  正式总会定在基辅圣索菲亚主教座堂，但由于其已经成为文物，故使用圣米迦勒金顶修道院为事实总会。[2]